# Copa Penalty
La Copa Penalty es un trofeo de fútbol no oficial entregado por la marca de ropa deportiva Penalty al ganador de un encuentro entre dos equipos que sean vestidos por la misma indumentaria. Hasta el momento, sólo se ha puesto en juego en cotejos dentro de un torneo oficial en Argentina. 
La copa comenzó a disputarse el domingo 2 de noviembre de 2008 en un partido entre Racing Club y Vélez Sarsfield que terminó empatado en cero y el ganador fue Vélez, ya que el empate favorecía a la visita.
Su segunda edición fue el sábado 9 de mayo de 2009, nuevamente en un partido entre Vélez Sarsfield y Racing Club. El partido finalizó empatado con dos goles para cada equipo, pero aquí el local fue Vélez y como en la primera oportunidad, la copa se la lleva el visitante.
La tercera edición se disputó con los mismos protagonistas el 23 de noviembre de 2009 en el Estadio José Amalfitani, resultando vencedor «El Fortín» por 4:2.

## Palmarés
| Edición | Año  | Local           | Marcador | Visitante       |
| ------- | ---- | --------------- | -------- | --------------- |
| I       | 2008 | Racing Club     | 0-0      | Vélez Sarsfield |
| II      | 2009 | Vélez Sarsfield | 2-2      | Racing Club     |
| III     | 2009 | Vélez Sarsfield | 4-2      | Racing Club     |

## Número de trofeos
| Equipo          | Títulos          |
| Vélez Sarsfield | 2 (2008, 2009ll) |
| Racing Club     | 1 (2009l)        |

## Máximos goleadores
| Jugador                   | Equipo          | Goles |
| Sebastián Domínguez       | Vélez Sarsfield | 1     |
| Víctor Zapata             | Vélez Sarsfield | 1     |
| Leandro Caruso            | Vélez Sarsfield | 1     |
| Nicolás Cabrera           | Vélez Sarsfield | 1     |
| Hernán Rodrigo López      | Vélez Sarsfield | 1     |
| Ariel Cabral              | Vélez Sarsfield | 1     |
| Claudio Yacob             | Racing Club     | 1     |
| Rubén Ramírez             | Racing Club     | 1     |
| Ricardo Gastón Díaz (e/c) | Vélez Sarsfield | 1     |
| Sebastián Grazzini        | Racing Club     | 1     |

## Resultados

### Primera edición (2008)
| 2 de noviembre de 2008 | Racing Club | 0:0     | Vélez Sarsfield | Juan Domingo Perón, Avellaneda |                            |
|                        |             | Reporte |                 | Árbitro(s): Javier Collado     | Árbitro(s): Javier Collado |

### Segunda edición (2009)
| 11 de mayo de 2009 | Vélez Sarsfield                   | 2:2 (0:1) | Racing Club             | Jose Amalfitani, Buenos Aires                                |                                                              |
|                    | Domínguez 76' · Víctor Zapata 87' | Reporte   | Yacob 41' · Ramírez 52' | Asistencia: 36.000 espectadores Árbitro(s): Gabriel Brazenas | Asistencia: 36.000 espectadores Árbitro(s): Gabriel Brazenas |

### Tercera edición (2009)
| 23 de noviembre de 2009 | Vélez Sarsfield                                         | 4:2 (2:1) | Racing Club                    | Jose Amalfitani, Buenos Aires                                 |                                                               |
|                         | Caruso 30' · Cabrera 36' · López 55' · Ariel Cabral 73' | Reporte   | Diaz 25' (a.g.) · Grazzini 80' | Asistencia: 30.000 espectadores Árbitro(s): Juan Pablo Pompei | Asistencia: 30.000 espectadores Árbitro(s): Juan Pablo Pompei |